# Liste des députés européens du Danemark de la 8e législature

Cet article présente la liste des députés européens de Danemark de la 8e législature (2014-2019).

## Liste
| Nom                                                      | Parti                                                                                      | Groupe parlementaire européen            |
| -------------------------------------------------------- | ------------------------------------------------------------------------------------------ | ---------------------------------------- |
| Jørn Dohrmann                                            | Parti populaire danois (DF)                                                                | CRE                                      |
| Morten Messerschmidt                                     | Parti populaire danois (DF)                                                                | CRE                                      |
| Anders Primdahl Vistisen                                 | Parti populaire danois (DF)                                                                | CRE                                      |
| Rikke Karlsson                                           | Parti populaire danois (DF) (jusqu'en octobre 2015) Indépendante (à partir d'octobre 2015) | CRE (jusqu'en février 2018) Non-inscrits |
| Ole Christensen                                          | Social-démocratie (S)                                                                      | S&D                                      |
| Jeppe Kofod                                              | Social-démocratie (S)                                                                      | S&D                                      |
| Christel Schaldemose                                     | Social-démocratie (S)                                                                      | S&D                                      |
| Jens Rohde                                               | Venstre (V) (jusqu'en décembre 2015) Gauche radicale                                       | ADLE                                     |
| Morten Løkkegaard (Remplace Ulla Tørnæs le 3 mars 2016.) | Venstre (V)                                                                                | ADLE                                     |
| Morten Helveg Petersen                                   | Gauche radicale (RV)                                                                       | ADLE                                     |
| Margrete Auken                                           | Parti populaire socialiste (SF)                                                            | Verts/ALE                                |
| Bendt Bendtsen                                           | Parti populaire conservateur (KF)                                                          | PPE                                      |
| Rina Ronja Kari                                          | Mouvement populaire contre l'Union européenne                                              | GUE/NLG                                  |

## Galerie

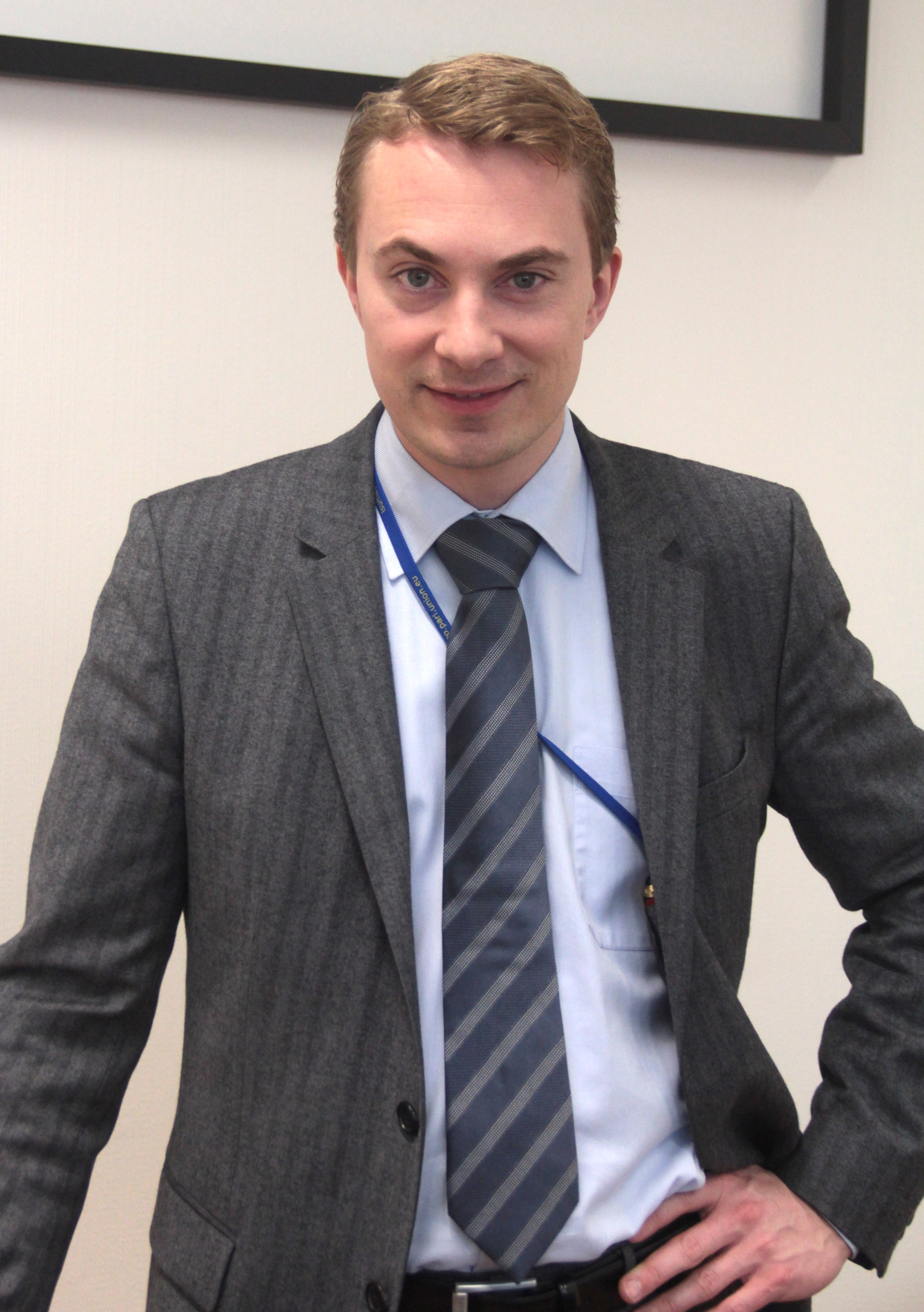
Morten Messerschmidt, DF
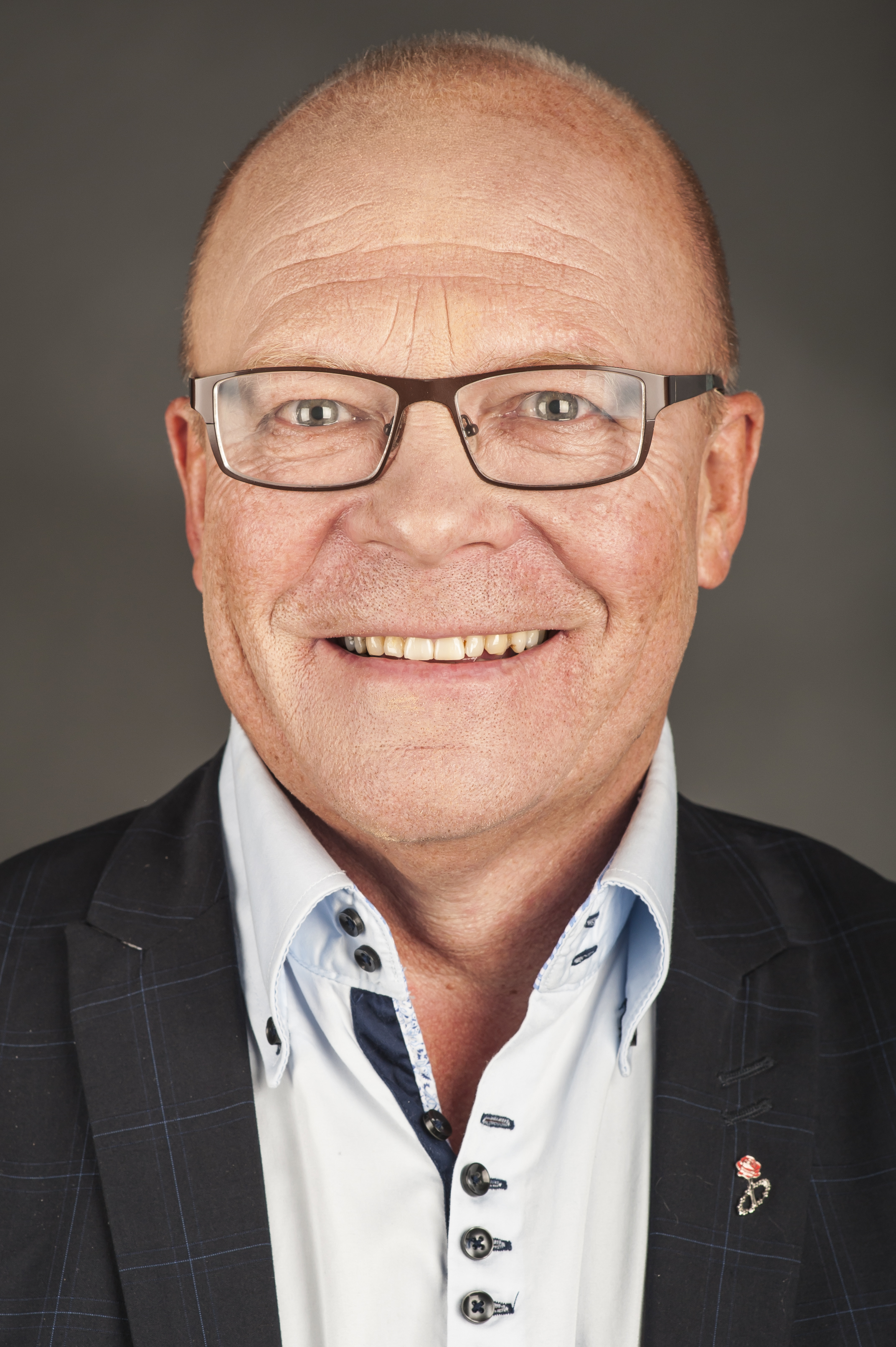
Ole Christensen, S
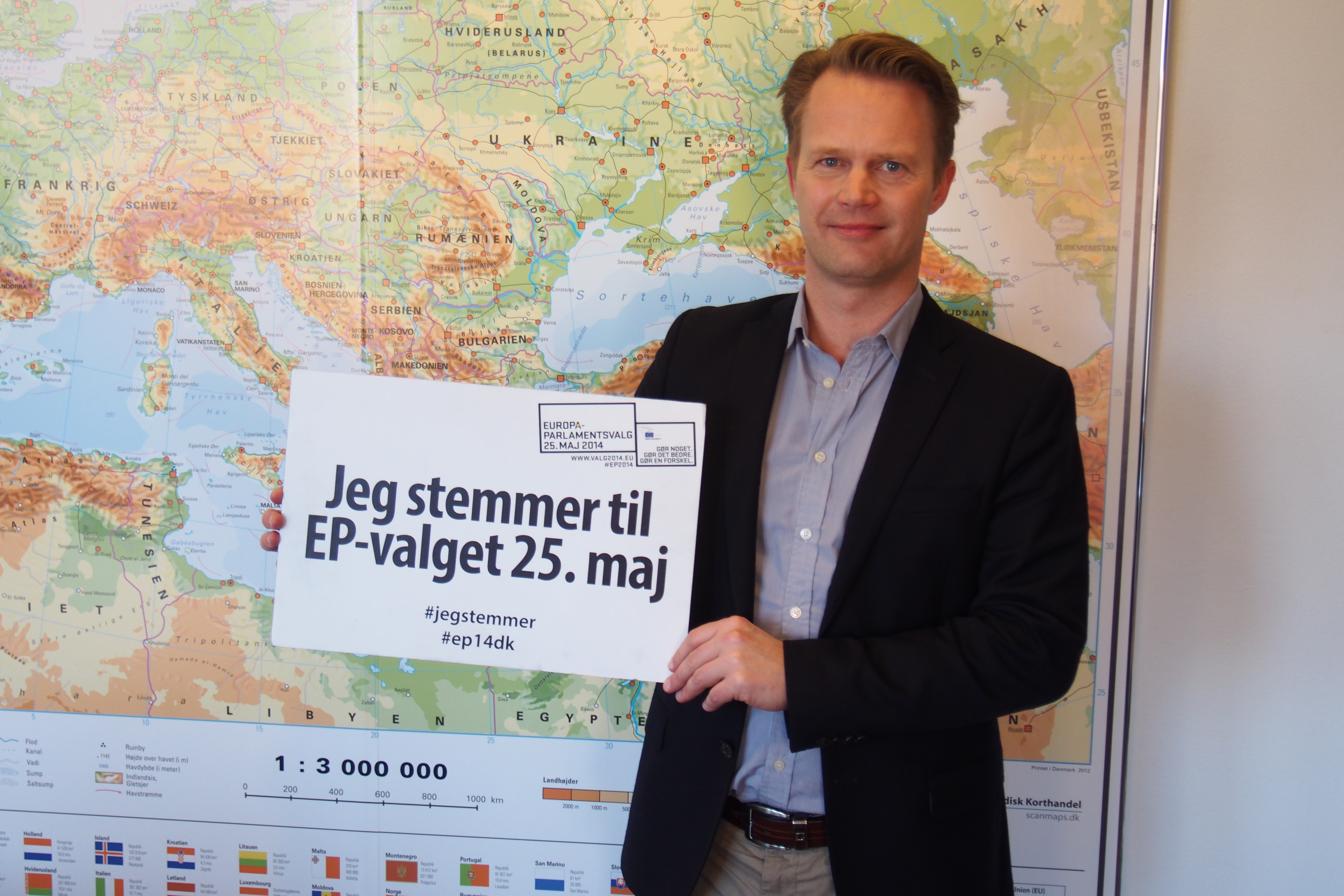
Jeppe Kofod, S
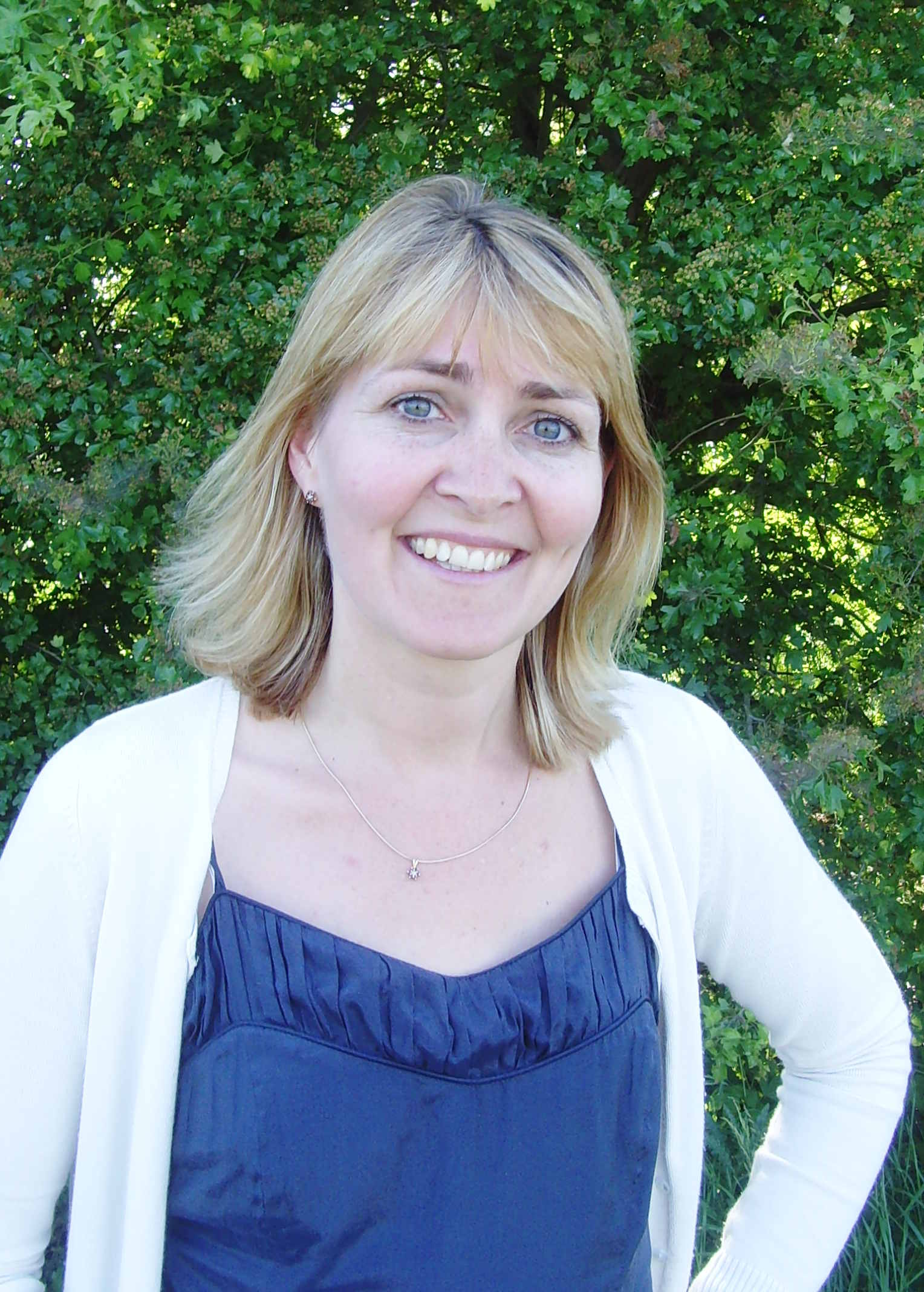
Christel Schaldemose, S
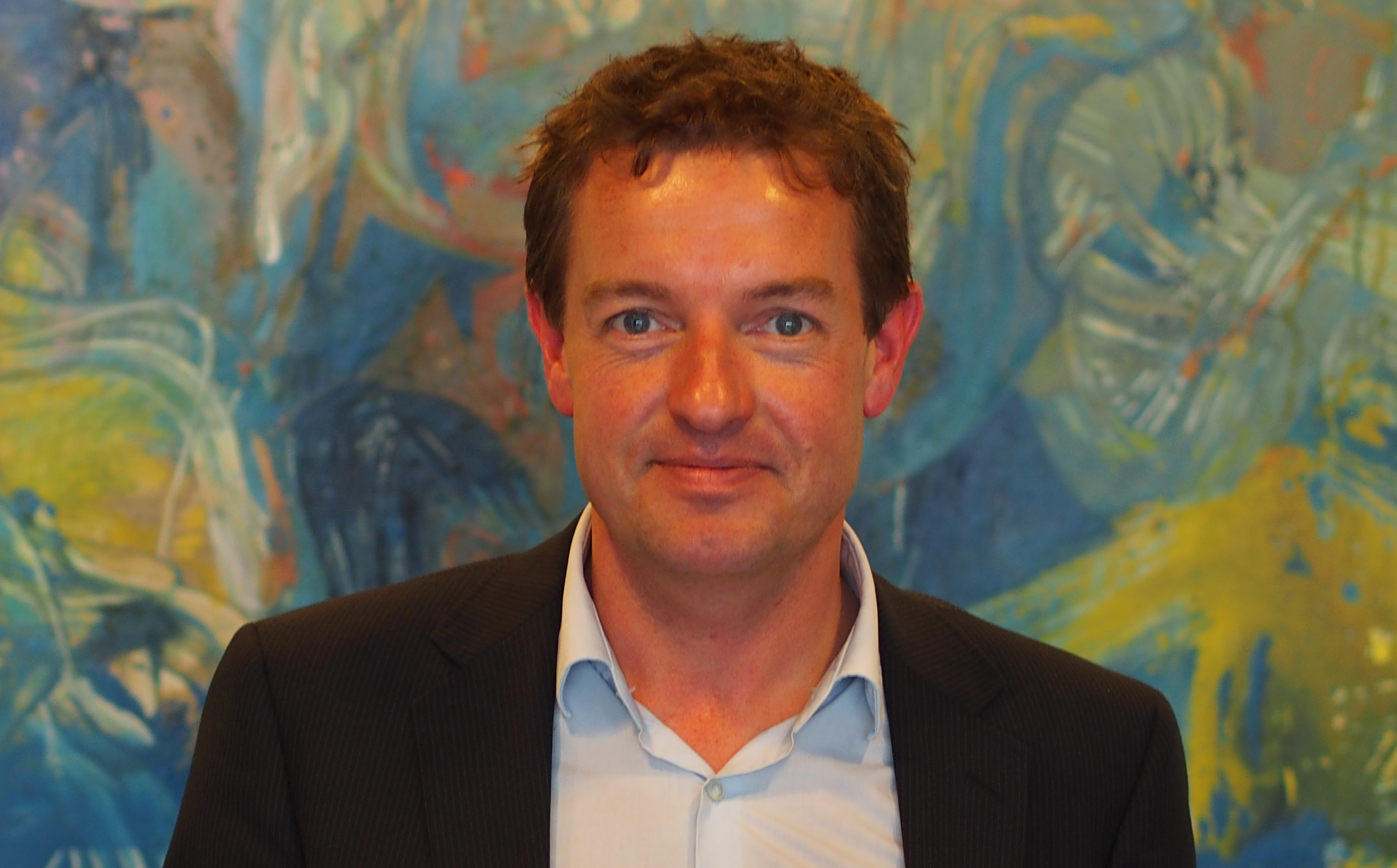
Jens Rohde, V
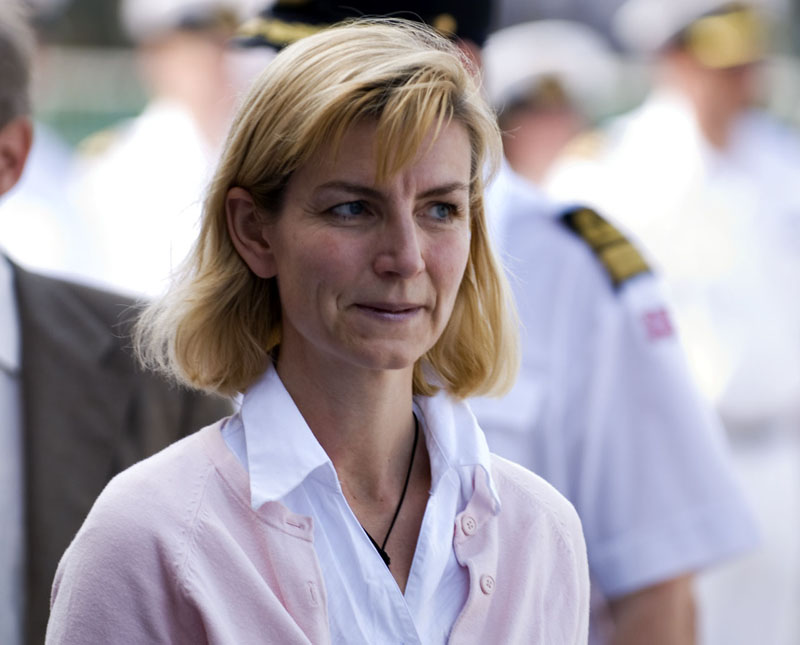
Ulla Tørnæs, V
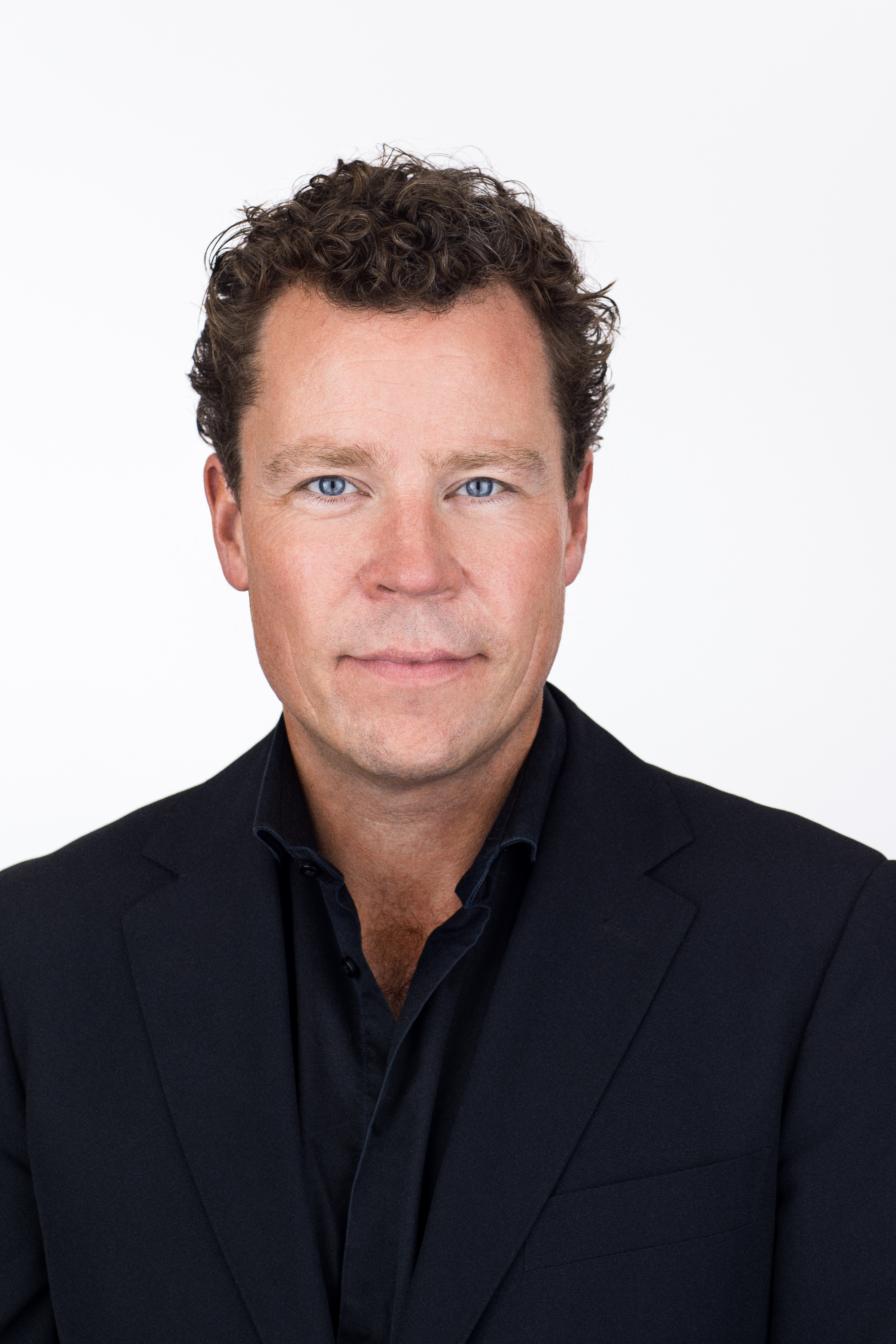
Morten Helveg Petersen, RV
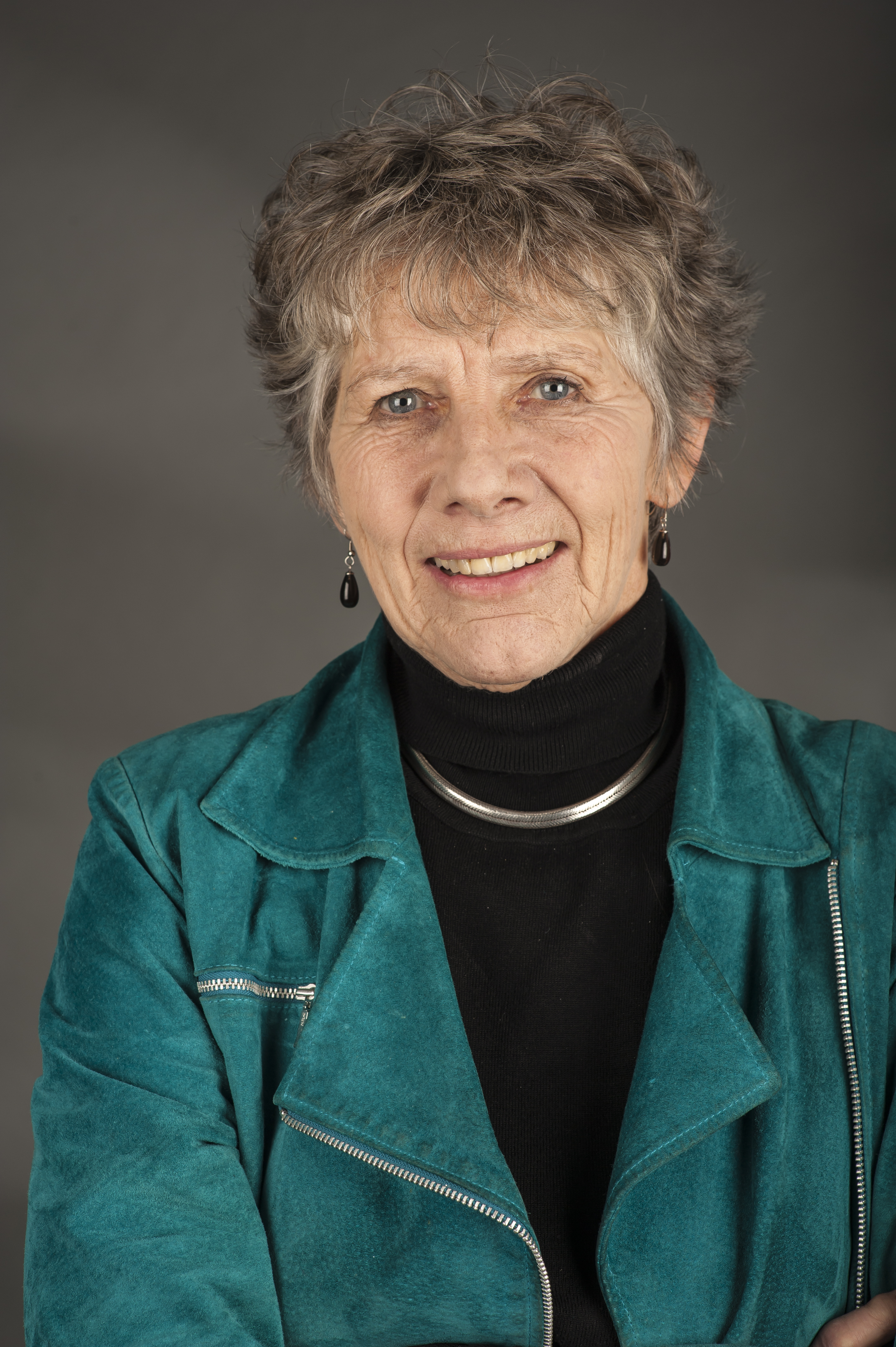
Margrete Auken, SF
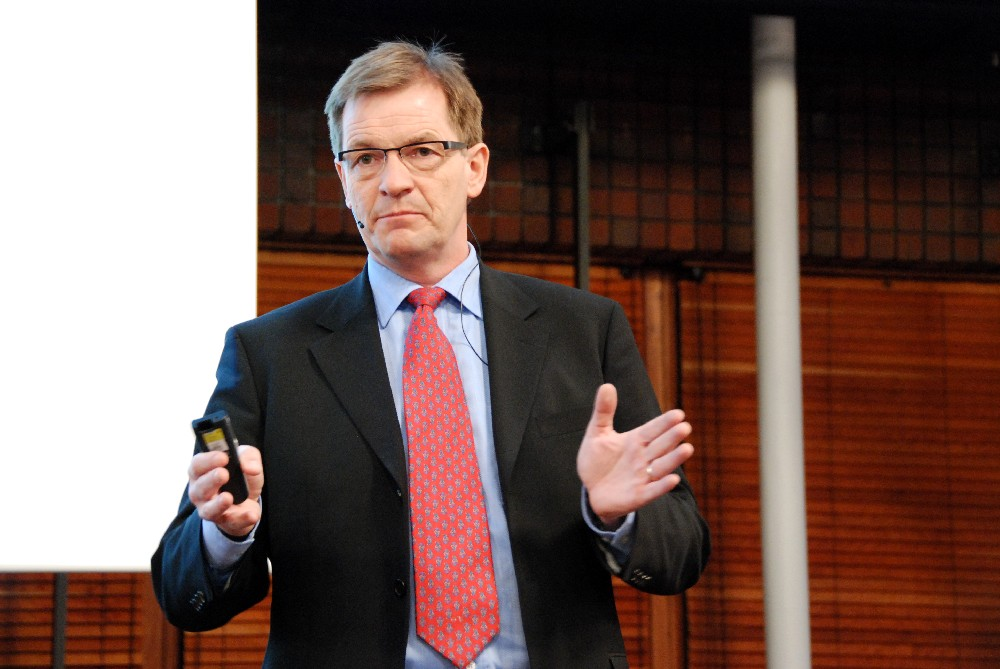
Bendt Bendtsen, KF